# Lypha setifacies
Lypha setifacies là một loài ruồi trong họ Tachinidae.